# 普兰假龙胆
普兰假龙胆（学名：Gentianella moorcroftiana）为龙胆科假龙胆属下的一个种。

## 扩展阅读
- 維基物種上的相關：普兰假龙胆